# John Randolph, 3. Earl of Moray
John Randolph, 3. Earl of Moray (* 1306; † 17. Oktober 1346) war ein schottischer Adliger während der Herrschaft des Königs David II. und zeitweise Mitregent des Königreiches.

## Familie
Er war der zweitgeborene Sohn des berühmten Thomas Randolph, 1. Earl of Moray, Waffengefährte von Robert the Bruce und nach dessen Tod Guardian of Scotland. Nach dem Tod seines älteren Bruders Thomas Randolph, 2. Earl of Moray bei der Schlacht von Dupplin Moor im Jahre 1332 folgte John ihm auf den Titel des Hauses. Seine Schwester Agnes Randolph ging als „Black Agnes of Dunbar“ in den Volksmund ein. Er war verheiratet mit Euphemia de Ross, die Ehe blieb allerdings kinderlos.

## Leben
John Randolph nahm im Dezember 1332 an der Schlacht von Annan teil, bei der Edward Balliol zeitweise aus Schottland verjagt werden konnte. Am 19. Juli 1333 kommandierte er zusammen mit Lord Andrew Fraser und dessen beiden Brüdern Simon und James die erste Division der schottischen Armee bei der Schlacht von Halidon Hill. Er entkam der vernichtenden Niederlage der Schotten lebend und zog sich zunächst nach Frankreich zurück.
Im folgenden Jahr kehrte er nach Schottland zurück und übernahm zusammen mit dem späteren König Robert Stewart gemeinsam das Amt des Guardian of Scotland bis 1335 wahr. Im August 1335 führte John Randolph im Gefecht bei Boroughmuir eine Armee gegen flandrische Hilfstruppen Edward III. und zwang sie sich zu ergeben. Während er den gefangengenommenen Grafen Guy de Namur zur schottisch-englischen Grenze eskortierte, fiel er selbst bei einem Hinterhalt in die Gefangenschaft von William de Pressen, dem englischen Warden von Jedburgh Castle. Er wurde zunächst in Nottingham Castle, später im Londoner Tower und ab 25. Juli 1340 in Windsor Castle eingekerkert. Im folgenden Jahr wurde er gegen den Grafen von Salisbury William Montacute, der in französische Gefangenschaft geraten war, ausgetauscht und kehrte nach Schottland zurück.
Im Februar 1342 begleitete er David II. bei dessen Invasion von England. Bei der Schlacht von Neville’s Cross am 17. Oktober 1346 befehligte er zusammen mit William Douglas of Liddesdale den rechten Flügel der schottischen Armee. Er fiel während des ersten englischen Angriffs.
Nach seinem Tod fiel die Earlswürde zunächst an die Krone zurück und wurde 1359 für Henry of Grosmont, 1. Duke of Lancaster neu geschaffen, erlosch bei dessen kinderlosem Tod 1361 erneut und wurde 1372 für John Randolphs Neffen John Dunbar neu geschaffen.